# Panikovitsji
Panikovitsji (Russisch: Паниковичи, Estisch: Pankjavitsa, Duits: Panikowitschi) is een dorp (derevnja) in het district Petsjory van de Russische oblast Pskov. Bij de volkstelling van 2010 telde het dorp 316 inwoners.
Panikovitsji ligt 18 km ten zuiden van de stad Petsjory en valt onder de stedelijke nederzetting (Gorodskoje poselenieje) Petsjory. Het verlengde van de Letse weg P42 loopt door Panikovitsji. De Europese weg 77 komt door het zuidelijke buurdorp Oegarevo.

## Geschiedenis
In 1541 werd op het grondgebied van het latere Panikovitsji de eerste houten Russisch-Orthodoxe kerk gebouwd, gewijd aan Sint-Nicolaas de Wonderdoener. In 1585 werd Panikovitsji genoemd als nederzetting (pogost) rond de kerk. Oorspronkelijk was de parochie ondergeschikt aan de parochie van Sjtsjemeritsy, een dorp dat in de 19e eeuw samensmolt met Lavry. De kerk van Lavry is ook gewijd aan Sint-Nicolaas.
In de 19e eeuw was Panikovitsji het bestuurscentrum van een tamelijk grote gemeente (volost) binnen het Gouvernement Pskov.
In maart 1919, tijdens de Estische Onafhankelijkheidsoorlog, veroverden Estische troepen de stad Petsjory en omgeving. In 1920 sloten Estland en de Sovjet-Unie het Verdrag van Tartu. Het vredesverdrag wees het gebied rond Petsjory aan Estland toe. Panikovitsji lag nu in de Estische provincie Petserimaa. In 1921 en 1922 splitsten de Esten een aantal gemeenten af van de gemeente Panikovitsji: Irboska, Laura, Meremäe en Vilo. Er ging ook een deel naar de gemeente Misso in de provincie Võrumaa. De resterende gemeente werd in 1923 hernoemd in Rootova (vald) en in 1939 in Roodva (vald). De hoofdplaats was vanaf 1923 Roodva (Russisch: Ротово, Rotovo).
Het dorp Panikovitsji droeg vanaf 1920 de Duitse naam Panikowitschi, vanaf 1928 de naam Pangevitsa en vanaf 1938 de naam Pankjavitsa.
Vanaf augustus 1941, tijdens de Tweede Wereldoorlog, was Petserimaa door Duitse troepen bezet. In augustus 1944 verjoeg het Rode Leger de Duitsers uit de provincie.
Op 16 januari 1945 werd het grootste deel van de provincie Petserimaa, waaronder de gemeente Roodva, overgedragen van de Estische Socialistische Sovjetrepubliek aan het oblast Pskov in de Russische Socialistische Federatieve Sovjetrepubliek. Sindsdien ligt Panikovitsji weer in Rusland. De gemeente werd omgezet in een dorpssovjet. In 1995 stelde Rusland weer een gemeente Panikovitsji (Паниковская волость, ‘Panikovskaja volost’) in. Op 26 maart 2015 werd de gemeente bij de stedelijke nederzetting (Gorodskoje poselenieje) Petsjory gevoegd.

## Kerk van Sint-Nicolaas de Wonderdoener

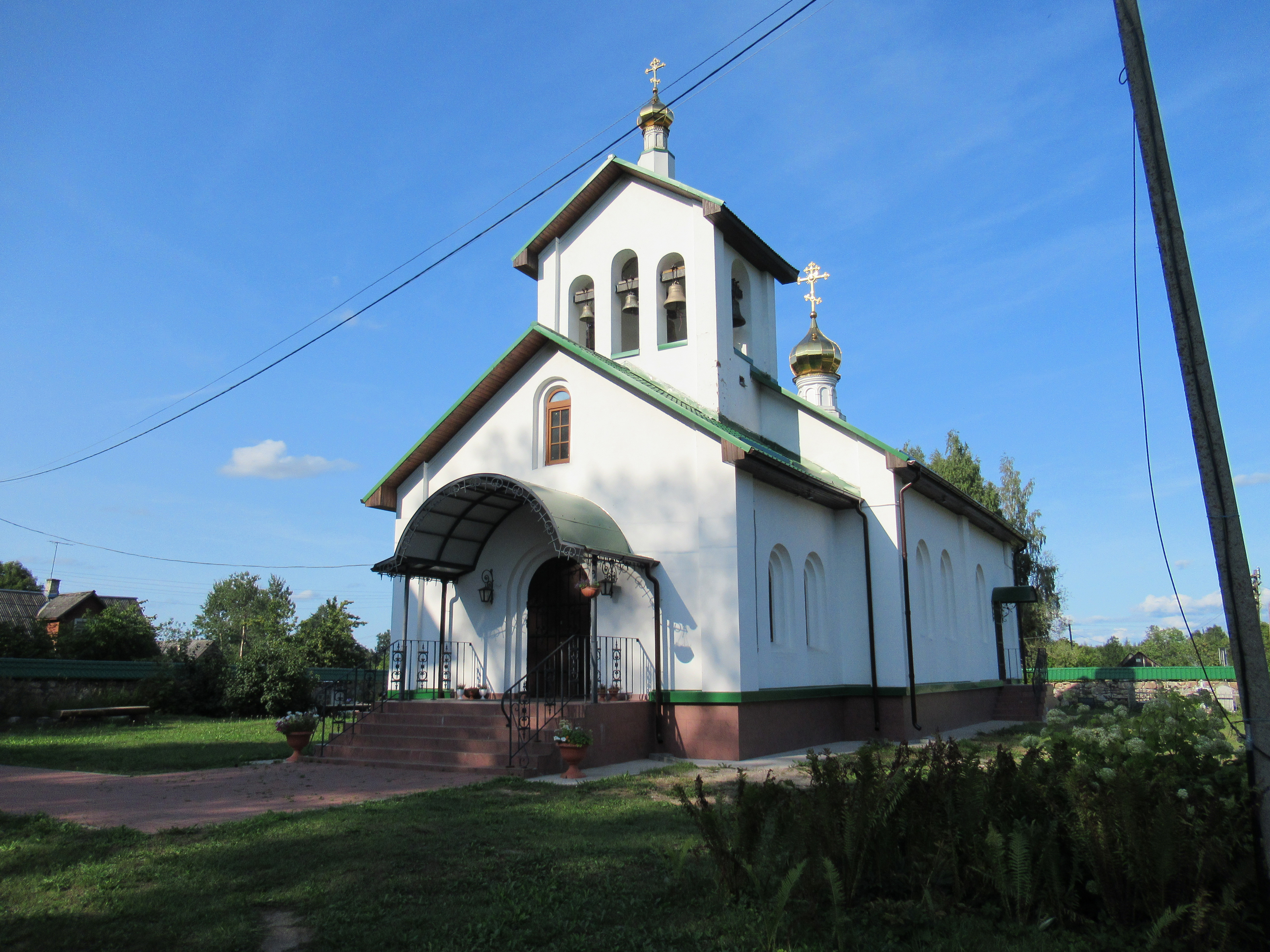
De kerk van Panikovitsji

Over de oudste kerken is weinig overgeleverd. Goed gedocumenteerd is een houten kerk die was gebouwd in 1773 en in 1871 door brand verloren ging. In 1877 waren voldoende fondsen bijeengebracht om een nieuwe kerk te bouwen, eveneens van hout. In 1935 werd de parochie opgedeeld in een Russische en een Setoparochie. De diensten werden afwisselend in het Russisch en voor de Seto in het Estisch gehouden. De bouw van een tweede kerk ging niet door wegens gebrek aan fondsen.
Deze kerk ging ook door brand verloren, tijdens de gevechten tussen het Rode Leger en de Wehrmacht in 1944.
In 1945 werd een houten noodkerk neergezet. Tussen 2007 en 2012 werd een nieuwe, stenen kerk gebouwd.